# 鸢棘隙吸虫
鸢棘隙吸虫（学名：Echinochasmus tobi）为棘口科棘隙属的动物。分布于日本以及中国大陆的福建等地，营寄生生活，终末宿主为鸢、候鸢以及寄生于肠。